# Дайджеїн
Дайджеїн (7-гідрокси-3- (4-гідроксифеніл) -4Н-хромен-4-он) - це природна сполука, яка зустрічається в сої та інших бобових, і структурно належить до класу сполук, відомих як ізофлавони . Дайджеїн та інші ізофлавони синтезуються в рослинах через фенілпропаноїдний шлях вторинного метаболізму і використовуються в захисних реакціях рослин на атаки патогенів.  Нещодавні дослідження у людей показали ефективність використання дайджеїну в медицині для полегшення менопаузи, лікування остеопорозу, зниження ризику виникнення деяких ракових захворювань, пов’язаних з гормонами, та захворювань серця. 
Є природним фітоестрогеном.

## Біосинтез

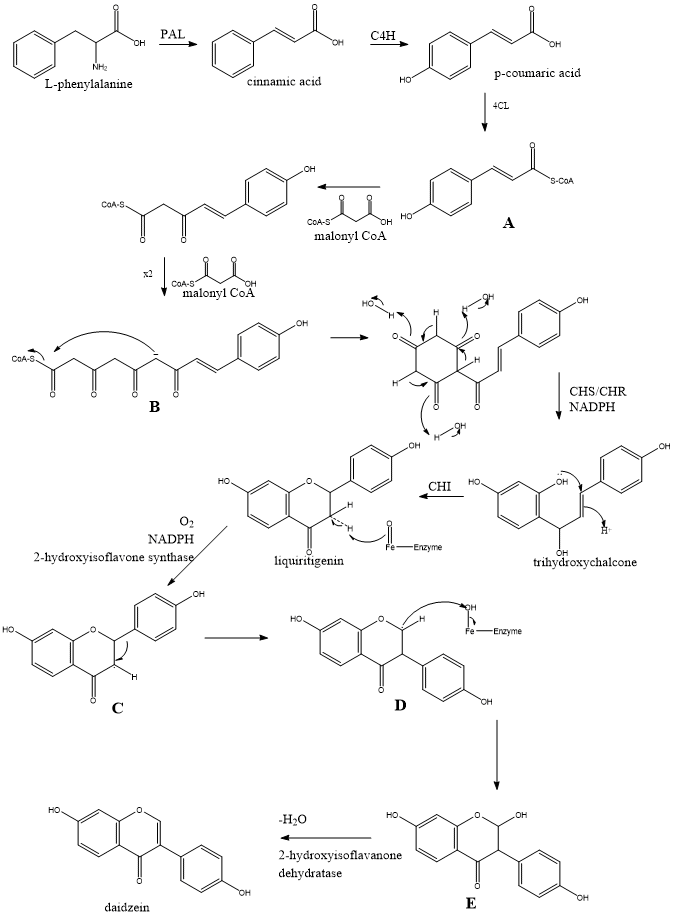
Запропонований шлях біосинтезу дайджеїну

## Поширення в природі
Дайджеїн та інші ізофлавонові сполуки, такі як геністеїн, присутні у ряді рослин і трав, таких як Квао Круа ( Pueraria mirifica ) та Кудзу ( Pueraria lobata ). Його також можна знайти в клітинних культурах Maackia amurensis .  Дайджеїн міститься в таких продуктах, як соя та соєві продукти, зокрема тофу та текстурований рослинний білок . Соєві ізофлавони - це група сполук, що знаходяться в сої та виділяються з неї. В цілому, згідно з даними USDA, загальні ізофлавони в сої - це, як правило, 37 відсотків дайджеїну, 57 відсотків геністеїну та 6 відсотків гліцитину.  Зародок сої містить 41,7 відсотка дайджеїну. 

## Глікозиди
- Дайджін - це 7-О- глюкозид дайджеїну.
- Пуерарин - це 8-С-глюкозид дайджеїну.

## Список рослин, що містять дайджеїн
- Pueraria lobata [6] [7]
- Pueraria thomsonii [8]